# Pannonie

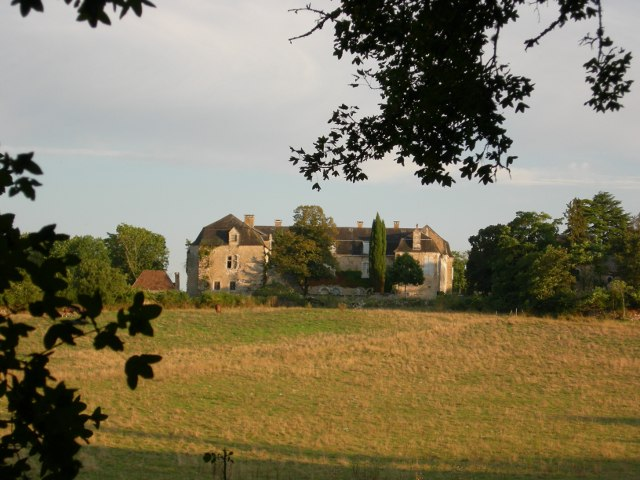
Castillo de La Pannonie.

La Pannonie es un antiguo pueblo del Quercy, o del Lot, entre Gramat y Rocamadour. Desde el siglo XV, las casas se construyeron cerca del nuevo castillo, aumentado y transformado durante los siglos XVIII y XIX.

## Toponimia
La "Pannonie" es un nombre muy especial porque, a pesar de muchos papeles y muchos tratados de explicarlo, no sabemos con certeza su origen. Cerca de Rocamadour, los monjes cistercianos de Obazine (Abadía de Obasina) construyeron la primera granja llamada así. Desde el siglo XII, estos monjes recibieron tierras y derechos de familias gracias a su reputación de santidad. Le permitieron de fundar granjas en los alrededores de la ciudad sagrada de peregrinación.
La granja de La Pannonie fue construida durante el siglo XIII, cerca del pueblo de Saint-Circ (o Saint-Cyr de Alzou).
Por qué se llama "La Pannonie"?
- el dios mitológico "Pan" juega en el bosque de La Pannonie?

- La devoción de santa Apolonia

- Campesinos de Gramat, los Panho

Viviendo en Gramat durante el siglo XIV, esta familia podía haber llamado su tierra con su apellido. Por ejemplo, la Vassaudie era el dueño de la familia de Vassal.
- Monjes cistercianos venidos de Hungría

Por la Media Edad, la red cisterciana podía llamar a campesinos de Panonia, para vivir aquí trabajando en la nueva granja después de haber cruzado toda la Europa.
- El derecho medieval del "panage"

El término viene del latín panagium, y este derecho antiguo autorizaba a los campesinos de mantener sus cerdos abajo de las ramas de robles, para comer bellotas. La palabra puede haberse vuelta a "Pannonie" con siglos de uso.

## Historia
- Saint-Cyr de Alzou, un antiguo oppidum destruido a finales del siglo XII

A finales del siglo XII, el fuerte de Saint-Cyr fue atacado por bandas de ladrones, mercenarios a veces, que vivieron de saqueos. El señor y su familia tuvieron que huir ante ellos, hasta el castillo más protegido de Thégra. Historianos piensan que Enrique, el hijo del rey de Inglaterra y de Leonor de Aquitania, pudo luchar con sus compañeros de guerra, en 1183. Este año, saqueó el santuario de Rocamadour, antes de morir en Martel. Protegidos en Thégra, la familia de Saint-Cyr tuvo un último hijo llamado Uc (o Hugo). Durante su vida, se volvió a un muy famoso "trobador", conocido entre el Norte de Italia hasta el Norte de España (Aragón).
- La última granja cisterciana de Obazine cerca de Rocamadour

Fundada durante la misma época, la abadía de Obazine organizó una verdadera red en los alrededores de la ciudad sagrada de Rocamadour, con muchas granjas. Y a principios del siglo XIII, el abad quiso modificar su red con otras, como la de la Pannonie. Cada una producía cereales, o vino, o carne de oveja, o madera... para el centro de peregrinación, para vender los productos en Martel, o para alimentar Obazine.
- El "causse" (meseta calcárea) de Gramat, destruido por la Guerra de los Cien Años, por hambruna y epidemias como la peste negra

La región de Gramat fue despoblada entre 1440 y 1550. Hambrunas, epidemias (como la peste), o saqueos debido a la guerra de los Cien Años fueron riesgos muy frecuentes que diezmaron la población.
- El primer castillo de la Pannonie, construido a finales del siglo XV

Después de esta guerra la abadía de Obazine prefirió alquilar sus tierras. La mayoría se transformó en "repaires", es decir fuertes. Son comerciantes de Rocamadour que ordenaron la construcción del primer castillo de La Pannonie. Su apellido era Lagrange, y el monumento fue terminado a principios del siglo XVI. Los de Lagrange quedaron aquí hasta el siglo XVII.
- Los Vidal de Lapize, creadores del segundo y muy encantador castillo de la Pannonie

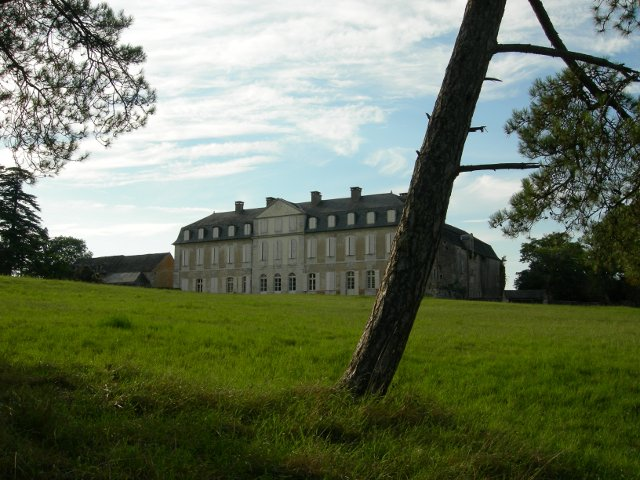
La fachada clásica del castillo de La Pannonie.

El castillo fue comprado en 1685 por los Vidal de Lapize, que transformaron el edificio en un lugar encantador. La construcción era la más importante del siglo XVIII en este país. Mapas, dibujos de arquitectura o de mobiliario vinieron de París gracias a un amigo del Señor. Eso dio un estilo muy de París al castillo, con su frontón central, sus sillones de estilo Luis XV, sus esculturas de estilo rococó, etc. Este encanto elegido se siente hasta hoy.
- A través de la Revolución francesa, campesinos ayudaron a los hijos del castillo

Viviendo aquí con alegría y paz, la familia Vidal de Lapize vivió la Revolución francesa como una herida. El Señor quitó su país con sus hijos, y sus hijas tuvieron un tiempo de cárcel. Sin embargo, los campesinos escondieron los objetos preciosos del castillo, y el más joven de los hijos del Señor estaba viviendo como ellos, con vestidos y vida diaria semejantes, y pasó así los años terribles. gracias a la ayuda de los ciudadanos de la Pannonie, las chicas del castillo pudieron comprar su dominio después de ventas... y el edificio quedó en la misma familia.
- Otras transformaciones a finales del siglo XIX

A finales del siglo XIX, Charles de La Pannonie modificó el castillo y el parque, con la creación de una nueva entrada en el fondo del parque, y de tres estanques de recreo en el nuevo parque de estilo inglés.

## Famosas Figuras
- Famoso trobador Uc de Saint-Circ, nacido en Thégra a finales del siglo XII, pero su padre tenía el pequeño y pobre feudo de Saint-Cyr, cerca de La Pannonie.
- Antoine Vidal de Lapize señor de la Pannonie, apodado "Padre de los pobres".
- Padre de Lapize La Pannonie, que padeció la Terror revolucionaria en París. Su testimonio fue conocido por la literatura contra-revolucionaria.
- Señoritas Marie-Thérèse y Marie-Jeanne de Lapize de la Pannonie, "tías de la Pannonie" que salvaron el castillo después de la Revolución francesa.
- Jacques Pélaprat, sirviente. Su recuerdo está mantenido por la Casa de Jacques, cerca del castillo.
- Charles Vidal de Lapize, señor de la Pannonie, apodado "Señor Charles el Bueno".

## Enlaces
- Coordenadas GPS

longitud=1.6536886 
latitud=44.7773015 
- El sitio Internet oficial

Sitio oficial
- El sitio del Concilio General del Lot

Monumentos históricos en el Sitio del Concilio General del Lot (enlace roto disponible en Internet Archive; véase el historial, la primera versión y la última).
- El sitio del "Patrimoine de France"

Patrimoine de France
- La Base Mérimée del Ministerio francés de la Cultura

Base Mérimée
- Datos: Q3211320
- Multimedia: Lapanonie / Q3211320